# Зетски дом
Зетски дом или Краљевско позориште Зетски дом је најстарије црногорско државно позориште и најстарија црногорска институција културе. Било је и остало једно од најпознатијих обележја црногорске културе и уметности, али и њен представник на гостовањима ван граница Црне Горе. Налази се у историјском језгру Цетиња, надомак главног градског трга. Зграда Зетског дома изграђена је 1888, када је у њу усељена Цетињска читаоница, а крајем године одиграна и прва представа — Балканска царица, драма коју је написао књаз Никола.
Од 1906. до 1910. године у згради Зетског дома је заседао црногорски парламент. Од 29. јуна 1961. године Краљевско позориште Зетски дом има статус регистрованог непокретног културног добра од националног значаја.

## Историја

### Почеци
Корени позоришне делатности у Црној Гори крећу са Цетиња, тадашњег центра државе. Сежу до средине 19. века, када је у Биљарди одржана прва подела улога из Горског вијенца и у којој је највероватније учествовао и сам Петар II Петровић Његош. Драмске и сличне форме извођене су и код двора, у хотелу Локанда, згради Дјевојачког института и болници „Данило I”. Све већа популарност играних форми учинила је да се на Цетињу крајем 1883. године први пут појави огранизована позоришна група — Добровољно позоришно друштво, које је првобитно деловало при Цетињској читаоници. Већ 2. јануара 1884. по старом, односно 14. јануара по новом календару. уследило је извођење комада Балканска царица, по тек написаној драми у стиху књаза Николе, у режији Јована Павловића. Представа, у режији Јована Павловића, изведена је у још недовршеној кући војводе Маша Врбице. У представи су, између осталих, учествовали Јован Поповић Липовац и Симо Матавуљ.
Исте 1884. године покренута је иницијатива за подизање Зетског дома, „нарочите куће у којој ће бити мјеста за позориште, библиотеку и музеј”, која је објављена и у Гласу Црногорца: „Зетски дом не може и не смије бити својина никаквог приватног друштва, него цијелог црногорског народа, за то је право да га народ и подигне“. Позиву су се, поред чланова краљевске породице и државних организација, одазвали житељи Цетиња и околних села, Подгорице, Никшића и свих других црногорских градова, Скадра, Новог Сада, Сремских Карловаца, Сплита, Загреба и Беча. Прва представа, у још незавршеној дворани, изведена је на Никољдан, 5. децембра по старом календару, поново представом Балканска царица. Међу глумцима су били тадашњи професори, књажев ађутант, генерал, војводе, сердари, војсковође, чиновници министарства, књижевници, али и значајнији привредници и трговци. Занимљиво је да су у овом извођењу учествовали и Симо Матавуљ и Лаза Костић као војвода Лале. Ово извођење остало је упамћено као први позоришни комад изведен у Зетском дому. Истовремено је штампан и први позоришни плакат неког црногорског ансамбла, а објављена су и Правила Друштва Зетског дома.
Наредних година у Зетском дому гостују различите позоришне трупе, али цетињско позориште још увек не добија свој глумачки ансамбл, али се изводе различити комади у реализацији Друштва Цетињске читаонице, каткад и уз учешће ученика цетињских образовних установа. Године 1894. основано је и Друштво „Горски вијенац“, под покровитељством војводе Мирка. Зграда позоришта у потпуности је завршена 1896. године. Позориште добија назив Књажевско црногорско народно позориште. Свечано је отворено 26. октобра, премијером комада Књаз Арванит, за који је текст такође написао књаз Никола I Петровић. Завршетак градње Зетског дома био је и коначни успех велике акције прикупљања добровољних прилога, у којој је учествовао народ из свих крајева Црне Горе, али и бројни донатори ван њених граница Црне Горе. Зетски дом тиме је постао „својина цијеле Црне Горе и свијех Црногораца, не само данашњих него и свијех који ће послије нас доћи“ (Јован Павловић, предсједник Цетињске читаонице). Од 1896. године, у званичној је употреби назив Књажевско црногорско позориште, које од тада има и редовно бираног управника. Домаће представе, гостовања и концерти постали су саставни део репертоара, али стална позоришна трупа биће основана тек у20. веку.

### Успостављање сталног позоришта
По проглашењу Устава Књаежевине Црне Горе, 1906. године, па све до 1910. у Зетском дому је заседао црногорски парламент. Управо у државном парламенту 1908. године покренуто је питање оснивања сталног позоришта, а истовремено је израђен и Пројекат оснивања сталнога позоришта у Црној Гори, познат и као Нушићев меморандум јер се сматра да је аутор овог документа био Бранислав Нушић. Године 1909. Цетињско радничко друштво ангажовало је за потребе Дилетантског одсека професионалне глумце Маша и Каћу Петровић. У државном Буџету за 1910. годину је износ од шест хиљада перпера је предвиђено за његово оснивање и рад.
Већ у фебруару 1910. године Књажевско црногорско народно позориште за привременог управника добија Јована Хајдуковића, а за редитеља Маша Петровића. Институцијом је управљао Књижевни одбор позоришта. Убрзо на место управника долази професор Мило Ковачевић, након чега следе опсежне припреме за прву позоришну сезону. Правоснажан је постао и први Статут Књажевсног црногорског народног позоришта. Позориште је свечано отворено 16. маја 1910. године, поново представом Балканска царица. Отварање професионалног позоришта на Цетињу поздравиле су театарске установе из Загреба, Београда, Прага и Љубљане, али и бројне организације и значајне личности изван Црне Горе. Током лета 1910. уследила је и прва турнеја у Подгорици, Никшићу, Бару и Улцињу.
Уз брачни пар Петровић, први професионални глумци били су Дара Милетић, Милутин Стевановић, Олгом Могуш, Богићем Војводићем, Миланом Рупчићем, Миланом Катинским, Милком и Рудолфом Диром, уз ангажман низа хонорарних. Следећи промене на државном нивоу, установа је преименована у Краљевско црногорско народно позориште. Током прве позоришне сезоне 1910/11 одиграно више од 115 представа. Другу позоришну сезону 1911/12 обележиле су турнеје у Подгорици и Никшићу. Припреме за трећу сезону напрасно су прекинуте на јесен 1912. године, услед почетка ратних збивања. С почетком Балканских ратова 1912. глумци са Цетиња су листом као борци отишли на фронт, одакле се више од половине ансамбла није вратило.

### 1912 — 1944
Балкански ратови, а затим и Велики рат условили су обуставу рада позоришта на дужи период. Краљевско црногорско народно позориште угашено је 1915. године, у јеку Првог светског рата. У једном периоду зграда Зетског дома служила је за смештај рањеника, а у Великом рату Аустроугарска војска претворила ју је у шталу. На крају рата окупатори су зграду Зетског дома опљачкали и спалили, заједно са читавим инвентаром.
Зграда, као и позоришна делатност на Цетињу, обновљена је 1931. године, када је Црна Гора већ била део Краљевине Југославије. Позориште је преименовано у Народно позориште Зетске бановине, а репертоар прилагођен новонасталој политичкој ситуацији. Обновљено позориште на Цетињу званично је отворено 6. септембра 1931. године, извођењем три драмска сегмента у режији Јована Геца – Горски вијенац, Смрт мајке Југовића и Хасанагиница. Четири дана касније почела је и званична позоришна сезона 1931/32 и то комадом Ревизор. У октобру 1939. са радом је почело Дјечје позориште.
Након десет сезона, избијањем Другог светског рата, угасило се и ово позориште. Током лета 1941. окупационе власти су, у циљу стварања што повољнијег утиска у јавности, заузеле став како позориште мора наставити са радом. Отуд је већ у септембру почела сезона 1941/42, током које је одиграно десетак комада скромног квалитета. Истовремено, многи дотадашњи чланови уметничког и техничког дела ансамбла прикључили су се партизанима. Међу њима су били Шпиро Мугоша, који је погинуо 1943. године, као и Душан Поповић, који је током рата радио на стварању драмске групе која је наступала на ослобођеним територијама у Црној Гори. Позоришни живот на Цетињу поново је у потпуности заживео тек после Другог светског рата.

### Послератни период
Крајем Другог светског рата у Црној Гори брзо је обновљена позоришна делатност. Зетски дом почео са радом свега неколико дана по ослобођењу, 13. новембра 1944. Већ почетком 1944. године на седници ЗАВНО у Колашину формирана је Умјетничка група на челу са Душаном Поповићем. Била је то својеврсна претеча Црногорског народног позоришта, које ће као државна институција — Народно позориште Народне Републике Црне Горе деловати на Цетињу од новембра те године.  Од новембра 1944. до марта 1945. играју се представе на матичној сцени, али ансамбл одлази и на прве послератне турнеје, неретко надомак ратних операција које су и даље биле у току. Представма у Црној Гори, Босни и Херцеговини и Хрватској присуствовало је око 19 хиљада посетилаца, а на турнеји у Албанији играно је 11 представа, у Тирани, Елбасану, Скадру, Корчи и Подградецу. Прва послератна сезона 1945/46 почела је 10. јула 1945. премијером Нушићевог Народног посланика.
Сезона 1947/48 упамћена је по својеврсном рекорду — од октобра 1947. до јула 1948, ансамбл Народног позоришта одиграо је, у матичној кући или на турнејама, укупно 202 представе којима је присуствовало више од 75.000 гледалаца. Афирмацији драмских форми у Црној Гори те сезоне дод почео је да доприноси и Радио Титоград, на ком су почеле да се емитују радио драме. Године 1947.  у Црној Гори почиње да излази и лист Позориште. Од 1947. године у Зетском дому делује и Пионирско позориште, а од 1950. утемељен је и Драмски студио за школовање глумаца, а у то време формира се и летња позорница.
Године 1954. долази до трансформације позоришне мреже у Црној Гори. Извршно вијеће Народне републике Црне Горе тада је донело решење да се Народно позориште у Цетињу прогласи установом са самосталним финансирањем. Следеће, 1955. правоснажно постаје решење о престанку рада Народног позоришта у Цетињу као републичке установе са самосталним финансирањем. Истовремено, 1955. године при Зетском дому формира се Позоришта лутака. Године 1957. дошло је до спајања дотадашњих одвојених целина Зетског дома – Позоришта лутака и Пионирског позоришта. На тај је начин настало цетињско Дјечје позориште, које ће следећих година бити препознатљиво по бројним драмским и луткарским комадима.
Реорганизацијом позоришног живота у Црној Гори 1958. Зетски дом губи статус професионалног позоришта, а четири године касније Црногорско народно позориште у Титограду преузима улогу јединог професионалног националног театра у Републици. Током 1976. године, после више трансформација, али и новог пожара у згради, Зетски дом је и формално престао да постоји, постајући део новоформираног Центра за културу. Од 1952. године у Зетском дому је две и по деценије као сценограф радио црногорски сликар Гојко Беркуљан. Дуги низ година он је водио Позоришни музеј. Био је то пионирски подухват, који је током шездесетих година 20. века обухватао репрезентативни избор фотографија, плаката и другог документарног материјала, изложеног на паноима и у витринама антреу позоришног здања. Међутим током седамдесетих је, са гашењем активности у Зетском дому, угашен и овај пројекат.
Током земљотреса 1979. године, усед оштећења зграде, престале су све активности у самом здању Зетског дома“. Обнова је уследила тек почетком деведесетих година.

### Зетски дом данас
Санација последица разорног земљотреса из 1979. године на Цетињу је текла годинама, а у њеној завршној фази уследила је реконструкција објекта Зетског дома. Потпомогнута је и прикупљањем добровољних прилога, а окончана је 1992. године. Обновљена зграда отворена је 19. децембра 1992. свечаним програмом колажног типа. Већ у марту наредне године, након вишедеценијске паузе, у Зетском дому наступила је једна професионална театарска група – Атеље 212. Поново се покренула иницијатива за обнову сопствене уметничке продукције Зетског дома. Један од најзначајнијих датума био је 10. фебруар 1994. године, када је премијерно одиграна култниа представа Принцеза Ксенија од Црне Горе, редитељке Радмиле Војводић.
Већ 1995. године уследило је оснивање институције Краљевско позориште Зетски дом. Прва позоришна сезона у Зетском дому, након шездесетих година 20. века, била је 2002/03. Први резултати сопствене продукције уследили су у јануару 2003, када је премијерно приказан комад Краљ Иби. Током лета 2003, у сарадњи са Шведском краљевском музичком академијом и Музичком академијом са Цетиња био уприличен и Montenegro Music Festival.
Краљевско позориште Зетски данас има динамичан и разноврстан репертоар, који се игра како на матичној сцени, тако и на гостовањима. Кроз бројне пројекте успостављена је и плодоносна сарадња са театарским кућама из Хрватске, Словеније, Србије и Италије.
Године 2014. Краљевско позориште Зетски дом са Цетиња постало је део Европске руте историјских театара (The european route of historic theatres), која има за циљ неговање културне баштине одабраних европских позоришта насталих између 1500. и 1900. године. У оквиру ове асоцијације постоји више специфичних рута. Међу њима је и Јадранска рута, чије чланове чине и одабрана позоришта из бивших југословенских земаља. Осим Зетског дома у Јадранској рути су и Народно позориште у Београду, Народно позориште „Тоша Јовановић” из Зрењанина и Народно позориште у Сомбору, затим Словенско народно гледалишче Љубљана, Словенско народно гледалишче Марибор, Хварско пучко казалиште, Хрватско народно казалиште у Загребу, Хрватско народно казалиште у Шибенику, Хрватско народно казалиште „Ивана пл. Зајца“ из Ријеке и Народно позориште Сарајево.
Од 2015. године Зетски дом реализује Montenegrin International Theatre Festival (MIT), један од најзначајнијих фестивала ове врсте у Црној Гори.

## Зграда Зетског дома
Зграда Зетског дома саграђена је у периоду од 1884. до 1888. као „велика зграда у којој ће бити смјештено позориште, музеј и читаоница“. Сви радови на њој завршени су 1896. године. Пројектовао га је, у неокласицистичком стилу, Јосип Сладе. Радове су изводили мајстори из Боке Которске, а њима је руководио Јозо Терзовић из Далмације. Више пута је рушена и паљена. Реконструисана је и потпуно опремљена тек 1992. године.

## Занимљивости
Зетски гласник је 1. априла 1931. године на 2. страни донео вест да је током пролећа те године на Цетињу боравио ирски драмски писац и нобеловац Бернард Шо. Он је крајем марта те године са супругом туристички обишао Црну Гору, у организацији лондонског Хеленик травелер клуба (енгл. Helenic Traveler Club). Остало је записано да су том приликом посетили Ловћен, Ријеку Црнојевића и Скадарско језеро, као и да је су одсели у хотелу Париз, који је био у власништву породице Братичевић и налазио се одмах уз здање Зетског дома. На жалост није познато да ли је том приликом посетио и Зетски дом, у коме су се тих дана довршавали радови на уређењу ентеријера.